# Plénée-Jugon
Plénée-Jugon è un comune francese di 2 495 abitanti situato nel dipartimento delle Côtes-d'Armor nella regione della Bretagna.

## Società

### Evoluzione demografica
Abitanti censiti